# Paweł Majewski (wojewoda)
Paweł Majewski (ur. 8 kwietnia 1927 w Sójkach, zm. 5 września 1993) – polski działacz partyjny i państwowy, ekonomista, wojewoda włocławski (1975–1977).

## Życiorys
Syn Piotra i Ireny. Kształcił się na kursie kierowników szkolenia partyjnego (1949), ukończył studia ekonomiczne. Pełnił funkcję przewodniczącego gostynińskiego koła Organizacji Młodzieży Towarzystwa Uniwersytetu Robotniczego, szefa Powiatowej Rady Związków Zawodowych w Mrągowie (1949–1951), dyrektora Zakładów Przemysłu Materiałów Budowlanych we Włocławku (1958–1964) oraz dyrektora Zakładów Celulozowo-Papierniczych „Celuloza” im. J. Marchlewskiego we Włocławku. Od 1948 członek Polskiej Zjednoczonej Partii Robotniczej, należał do egzekutywy Komitetu Miejskiego (1956–1959) i Wojewódzkiego (1975–1977) we Włocławku. Zasiadał w Miejskiej Radzie Narodowej we Włocławku (1958–1965) i Wojewódzkiej Radzie Narodowej w Bydgoszczy (1965–1975). Od 1960 należał do Ochotniczej Rezerwy Milicji Obywatelskiej. W czerwcu 1975 został pierwszym wojewodą włocławskim. Funkcję pełnił do lipca 1977, przeszedł wówczas na stanowisko szefa Zakładu Farb we Włocławku. W latach 80. objął funkcję dyrektora sanatorium mieszczącego się w pałacu w Wieńcu.
Pochowany na cmentarzu parafialnym przy kościele pw. Ducha Świętego we Włocławku.